# الدعارة في قبرص
الدعارة في قبرص ليست غير قانونية، ولكن تشغيل بيوت الدعارة، وتنظيم حلقات الدعارة، والعيش من أرباح الدعارة، وتشجيع الدعارة أو إجبار أي شخص على ممارسة الدعارة هي أنشطة غير قانونية.
في عام 2015، دعا النائب البرلماني ريكوس مابوريس إلى تقنين الدعارة في قبرص.